# Ecco (компания)
Ecco Sko A/S — датский производитель обуви и кожаных аксессуаров, основанный в 1963 году Карлом Тоосбуем в Бредебро.

## История
Компания Ecco была основана в 1963 году Карлом Тоосбуем в небольшом городке Бредебро на юге Дании. В 1966 году был начат экспорт обуви. В 1974 году в Бразилии была открыта первая зарубежная фабрика. Уже на этом этапе компания начала применять компьютеризированные системы дизайна и производства. К концу 1970-х годов зарубежные продажи приносили более половины выручки, основными рынками стали Швеция и Германия. В 1981 году японская Achilles Corporation приобрела лицензию на выпуск обуви Ecco. В 1983 году в Дании был открыт первый фирменный магазин Ecco. В 1984 году была открыта обувная фабрика в Португалии, способная выпускать 18 тыс. пар обуви в день.
В 1990 году была создана дочерняя компания в США Ecco USA. В 1991 году начала работу фабрика в Индонезии, позже она была дополнена дубильным и отмочно-зольным предприятиями. В 1993 году была создана дочерняя компания в Таиланде по производству и продаже обуви, в 1999 году расширенная кожевенным производством. В 1999 году в датском городе Тённер был открыт исследовательский и проектный центр, получивший название «Futura». В конце 1990-х годов было начато производство обуви в Словакии и КНР. В 2001 году было куплено предприятие по дублению кожи в Нидерландах.

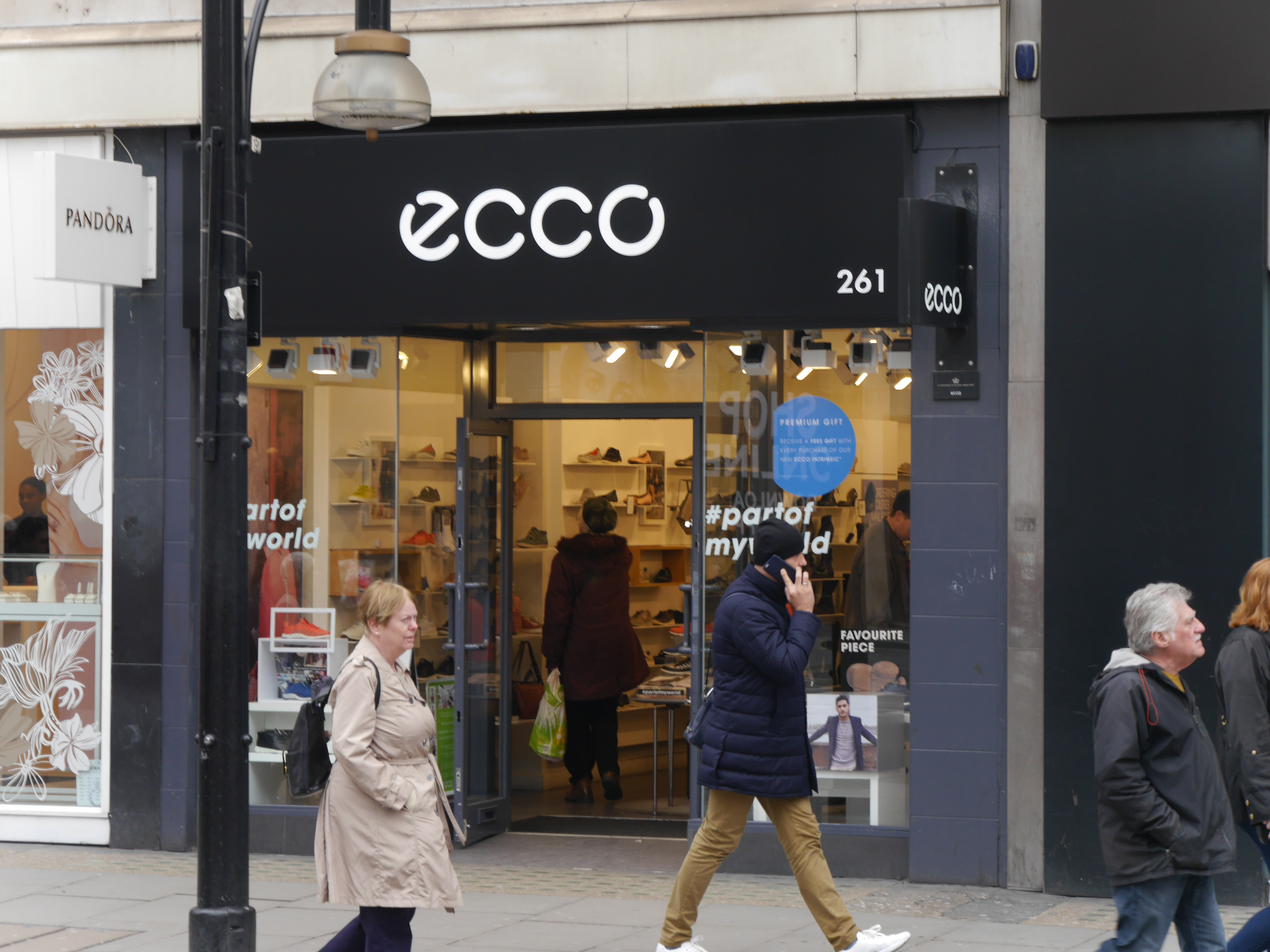
Розничный магазин Ecco на Оксфорд-стрит (Лондон)

В 1998 году на Оксфорд-стрит в Лондоне был открыт первый флагманский розничный магазин. Вскоре был открыт второй, в Сан-Франциско; к началу 2000-х годов крупнейшим рынком для компании стали США. В 2005 году в Сямыне (КНР) открылась обувная фабрика, в 2008 году там же начал работу кожевенный завод. В 2016 году начала работу обувная фабрика во Вьетнаме.

## Собственники и руководство
Ecco Sko является семейной компанией и контролируется Ханни Тоосбуй Каспржак, дочерью основателя. С 1997 года она занимает пост председателя совета директоров. Её муж, Дитер Каспржак, с 2004 по 2017 год был генеральным директором.
В 2024 году пост генерального директора занял Томас Гойсиг (дат. Thomas Gøgsig); он работал в компании с 2012 года, с 2021 года входил в правление.

## Деятельность

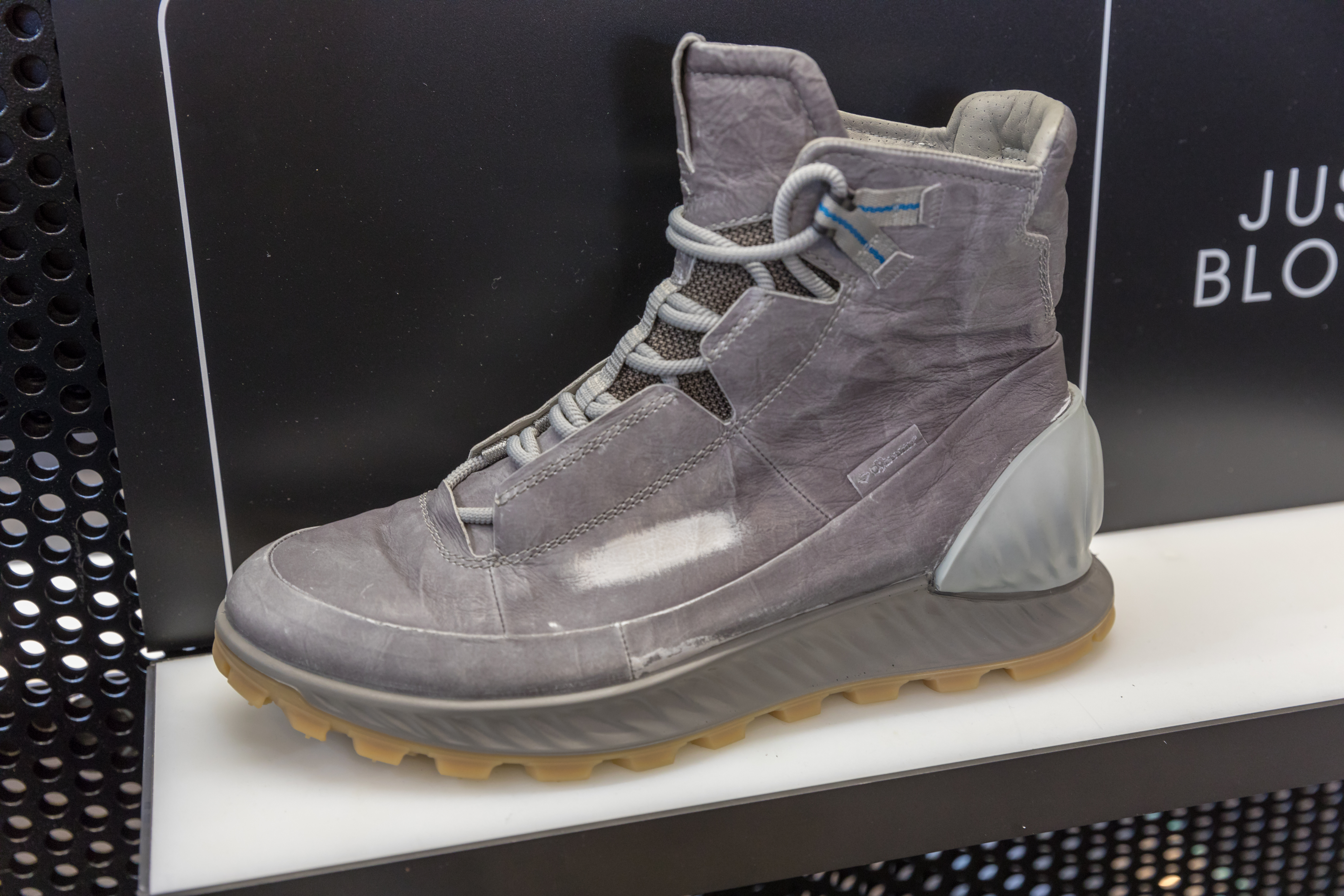
Кожаный ботинок Ecco

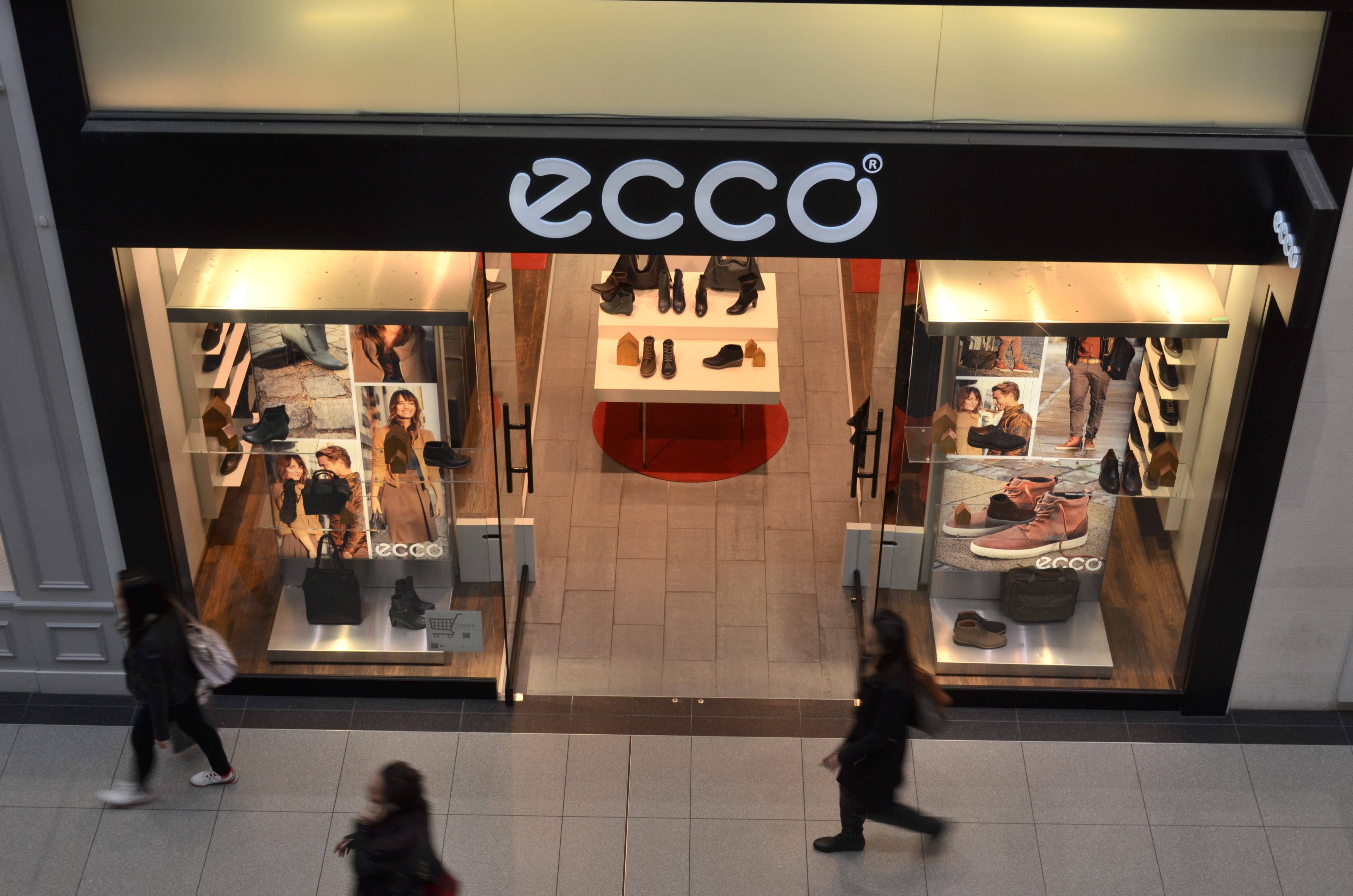
Магазин Ecco в Toronto Eaton Centre

Подразделения компании по состоянию на 2024 год:
- обувь — 89 % выручки;
- аксессуары — 4 % выручки;
- кожа — 6 % выручки;
- другое — 1 % выручки.

Выручка за 2024 год составила 1,49 млрд евро, её распределение по регионам: Европа, Ближний Восток и Африка — 42 %, Северная Америка — 14 %, Китай — 28 %, Азиатско-Тихоокеанский регион — 9 %.
Ecco владеет кожевенными заводами в Нидерландах (Донген), Таиланде (Аюттхая), Индонезии (Сидоарджо) и Китае (Сямынь). Кожевенные заводы ECCO изготавливают кожу как для собственного производства обуви, так и для продажи другим производителям обуви, одежды и автомобильных комплектующих. Примерно 98 % обуви ECCO производится на собственных обувных фабриках в Португалии (Сан-Жуан-де-Вер), Словакии (Мартин), Таиланде, Вьетнаме (Биньзыонг), Индонезии и Китае.
Основным каналом сбыта является собственная розничная сеть, насчитывающая более 2 тыс. магазинов, а также интернет-магазины. Около 40 % продукции реализуется оптом сторонним торговым сетям.

## Критика
Распространённой проблемой с обувью Ecco является разрушение подошвы, вызванное гидролизом формованного полиуретана. Как утверждает компания, эта проблема касается менее, чем 1 % обуви и вызывается воздействием сырости или высоких температур.
В 2016 году немецкая фирма Adidas подала иск о нарушении прав на товарный знак против Ecco в американские суды, однако в 2018 году «Адидас» добровольно отозвала свои претензии.
В марте 2022 года компания Ecco решила продолжить свою деятельность в России, несмотря на вторжение на Украину и жёсткие санкции, введённые западными странами против России. В результате Ecco потеряла свой 30-летний статус поставщика королевской семьи Дании.